# Спасская, Евгения Юрьевна
Евге́ния Ю́рьевна (Гео́ргиевна) Спа́сская (20 декабря 1891 (1 января 1892), Нежин, Черниговская область, Украина — 12 сентября 1980, Алма-Ата, Республика Казахстан) — украинский этнограф, искусствовед, музейный работник, исследователь украинской, крымскотатарской, казахской и киргизской этнографии. Старшая сестра историка-нумизмата, искусствоведа и музейщика И. Г. Спасского.

## Биография
Родилась в г. Нежин (ныне Черниговская область, Украина) в семье священника. Начальное образование получила дома. В 1910 г. закончила Нежинскую женскую гимназию П. И. Кушакевич. В течение 1910—1914 гг. училась на историко-филологическом факультете Московских высших женских курсов им. В. И. Герье.
С началом Первой мировой войны вернулась в Нежин, где закончила полугодовые курсы фельдшерско-акушерской школы П. А. Буштедта и работала медицинской сестрой в местном земском госпитале для раненых воинов. На протяжении июля 1915—1917 гг. находилась в качестве медицинской сестры на Юго-Западном фронте, на территории Восточной Галиции и Буковины. Здесь познакомилась с бытом и традиционными промыслами местного украинского населения, что вызвало искреннее восхищение, которое переросло в любительские, а впоследствии и в профессиональные этнографические студии — в 1919 г. Е. Ю. Спасская стала одним из авторов книги «Народное искусство Галиции и Буковины».
В 1917—1919 гг. работала в Киеве в одном из отделов провинциального комитета Всероссийского земского союза по оказанию помощи населению Галиции и Буковины, пострадавшего от военных действий.
В 1919 г. заболела брюшным тифом и из-за осложнений для более эффективного лечения вынуждена была выехать в Крым, где работала в Ялте и Феодосии: в 1919—1920 гг. — в санаторно-курортном управлении Красного Креста, в 1920—1921 гг. — инструктором кустарных мастерских райпотребсоюза. В Крыму изучала этнографию крымскотатарского народа, в частности традиционную народную вышивку. После смерти крымского этнолога О. Н. Петровой стала распорядителем её обширной коллекции крымскотатарской вышивки, которую на протяжении 1920-х гг. пыталась обработать и изучать, обнародовав результаты своих исследований в нескольких научных публикациях. Вернувшись в Киев в 1923 г., работала в редакции газеты «Пролетарская правда», а с 1925 г. устроилась в Киевский сельскохозяйственный музей, где заведовала постоянной индустриальной выставкой.
В 1924 г. поступила в Киевский археологический институт, где наибольшее влияние на формирование её как профессионального ученого и музейщика имел Д. М. Щербакивский, которого считала своим научным учителем. Сферой научных интересов Е. Ю. Спасской стало изучение украинских народных промыслов, в частности гончарства: бубновской керамики, производства ичнянских и нежинских изразцов и др. В поле зрения Е. Ю. Спасской как исследователя находились в другие народные промыслы — нежинское золотарство, кролевецкое ткачество и др. На годы работы в Киевском сельскохозяйственном музее (1925—1934 гг.) приходится наиболее активный и плодотворный период жизни Е. Ю. Спасской. Появились в свет изданиях ВУАН несколько её исследований по украинскому гончарству XVII—XVIII вв., по истории промышленного фарфорового производства XIX в., биографические материалы о украинском этнографе XIX в. П. Литвиновой, в Баку были опубликованы результаты исследований по крымскотатарской народной вышивке.
В течение середины — второй половины 1920-х гг. Е. Ю. Спасская предприняла ряд поездок к известным центрам народных промыслов Украинского Левобережья, в частности в Нежин, Кролевец, Ичню и др. Во время этих поездок, кроме сбора этнографических материалов, велись дневниковые записи, которые в настоящее время являются бесценным источником для изучения как украинской этнологии, так и украинской историографии.
В 1927 г. после смерти Д. Н. Щербакивского кандидатура Е. Ю. Спасской была предложена на его должность в Историческом музее, но была отклонена из-за формального её статуса аспиранта в то время. В начале 1930-х гг. из-за сворачивания украиноведческих исследований и травли со стороны руководства Киевского сельскохозяйственного музея Е. Ю. Спасская вынуждена была переориентировать свои научные исследования в рамках научно-исследовательской кафедры Киевского института промышленной кооперации, с которым тех пор активно сотрудничала, а также занялась изучением украинской народной вышивки — поскольку на протяжении 1926—1931 гг. работала инструктором-организатором производства вышивки в Киевском обществе (артели) «Текстильхудожекспорт». Результатом стала подготовка в 1931 г. к печати рукописи книги «Промышленная вышивка Киевщины».
В 1931 г. в Харьковском научно-исследовательском институте материальной культуры защитила кандидатскую диссертацию, посвященную изучению деятельности Волокитинской фарфоровой мануфактуры А. Н. Миклашевского. Научная и музейная деятельность Е. Ю. Спасской на Украине прервалась в связи с арестом и ссылкой на три года вместе с сыном и двумя детьми мужа от его первого брака в г. Уральск в Северо-Западном Казахстане.
В 1937 г. после окончания срока ссылки получила разрешение на переселение в г. Алма-Ата, где работала в местном краеведческом музее, в основном занимаясь составлением каталогов новых археологических коллекций.
В течение 1939—1946 гг. была вынуждена с сыном (других детей забрали родственники мужа) проживать в ссылке в Семипалатинске, что в Восточном Казахстане. Ещё в Алма-Ате Е. Ю. Спасская начала работать инструктором по художественным промыслам в структуре учреждений Казахстанского экспорта, работала также в артели «Ковровница».
После выселения в Семипалатинске продолжила работать в местных художественных мастерских инструктором. К научной работе смогла вернуться только после возвращения в Алма-Ату в 1946 г. Здесь работала до выхода на пенсию в 1959 г. в Казахском педагогическом институте им. Абая — сначала как ученый секретарь Ученого совета, затем — заведующая аспирантурой.
Основное внимание Е. Ю. Спасской как ученого-этнолога в течение послевоенного времени занимало изучение традиционных ремесел и быта казахского и киргизского народов (в это временя, особенно после выхода на пенсию, часто находилась в экспедициях сына-геолога), в частности исследованию роли и значения медных котлов в традиционных представлениях и быту местных кочевых народов. Результаты этих исследований до сих пор остаются неопубликованными.
Находясь на пенсии, Е. Ю. Спасская сотрудничала с учреждениями АН Казахской ССР — помогала организовывать (каталогизировать) фонды Картинной галереи и Ботанического сада. Находясь на пенсии приводила в порядок личный архив: переписала этнографические дневники 1921—1929 гг., упорядочила собранные в 1920-х — начале 1930-х гг. материалы полевых этнографических исследований, доработала черновики неопубликованных исследований, выполненных ещё на Украине. С некоторых материалов Е. Ю. Спасская сделала несколько авторских копий, отправив их в научно-исследовательские и музейные учреждений Киева, Чернигова, Нежина и Опишного; некоторые из доработанных рукописей были напечатаны на рубеже 1950—1960-х гг. в научной периодике УССР.
Умерла в г. Алма-Ата. Реабилитирована посмертно в 1989 г.
В 2010 г. в г. Нежин Черниговской обл. (Украина) установлена мемориальная доска на доме семейства Спасских (ул. Гребинки, 14), где проживала в том числе Е. Ю. Спасская. С 2010 г. в г. Нежин (с 2012 р. — также в г. Батурин Черниговской обл.) раз в два года проводятся Международные Спасские научные чтения, посвященные представителям нежинского семейства Спасских, в том числе Е. Ю. Спасской.

## Семья
Отец — нежинский общественный и религиозный деятель прот. Г. И. Спасский.
Сын — Ю. А. Сергийко — казахстанский геолог и геофизик.
Братья:
- И. Г. Спасский — доктор. исторических наук, украинский и российский историк-нумизмат, музейщик, главный хранитель Отдела нумизматики Государственного Эрмитажа,
- Ф. Г. Спасский — религиозный и общественный деятель российской диаспоры во Франции.

## Архивы
- Институт искусствоведения, фольклористики и этнологии им. М. Ф. Рыльського НАН Украины, ф. 48 («Спасская Евгения Юрьевна (1892—1980) — этнограф, исследователь народного искусства» (личный)), 74 ед. хр.; 1897—1966 гг.

## Труды
- Глечик з хрестиком. Етюд з циклу «Чернігівське гончарство» // Матеріяли до етнології й антропології. — Львів, 1929. — Т. ХХІ-ХХІІ. — Ч. 1.
- Гончарські кахлі Чернігівщини ХVІІІ-ХІХ ст. Четвертий етюд з циклу «Чернігівське гончарство». — К., 1928.
- Господарство кролевецьких скупників Риндіних (на Чернігівщині в ХVІІ-XІX ст.) // УІЖ. — 1962. — № 5.
- Кахлі Чернігівщини (ХVІІІ-ХІХ ст.). Попереднє звідомлення. — К., 1927.
- Матеріали до історії фарфорової фабрики А. М. Міклашевського (1839—1861) // Матеріали з етнографії та мистецтвознавства. — К. 1959. — Вип. V.
- Народ. мистецтво Галичини й Буковини: народное искусство Галиции и Буковины и Земской Союз в 1916—1917 г.г. войны. — К., 1919.
- Орнамент бубнівського посуду // Матеріали до етнології. — К., 1929. — Вип. ІІ.
- Пелагея Яківна Литвинова: Нарис її життя та праці за її рукописами та родинними документами // Етнографічний вісник. — К., 1928. — Кн. 7.
- Подорожі по Чернігівщині: уривки з щоденників, рр. 1921—1926; головним чином про гончарство чернігівське // Українське гончарство. Національний культурологічний щорічник. За рік 1994. — Опішне, 1995. — Кн. 2.
- Пузирьовський посуд. Перший етюд з циклу «Чернігівське гончарство» // Українське гончарство. Національний культурологічний щорічник. За рік 1994. — Опінше, 1995. — Кн. 2.
- Спогади про мого найсуворішого вчителя Данила Щербаківського / Підг. С. Білокінь // Україна: Наука і культура. Україна: Щорічник. — К., 1990. — Вип. 24.
- Старо-Крымские узоры // Известия Общества обследования и изучения Азербайджана. — Баку, 1926. — № 3.
- Татарские вышивки Старо-Кримского района: По материалам А. М. Петровой // Известия Восточного факультета Азербайджанского университета им. В. И. Ленина. Сер.: Востоковедение. — Баку, 1926.
- Шльонський гончарний круг. Другий етюд з циклу «Чернігівське гончарство» // Матеріяли до етнології. — К., 1929. — Вип. ІІ.